# Damascus Worship
Damascus Worship é uma comunidade católica norte-americana, ligada a Renovação Carismática Católica, fundada em Ohio, Estados Unidos.

## História

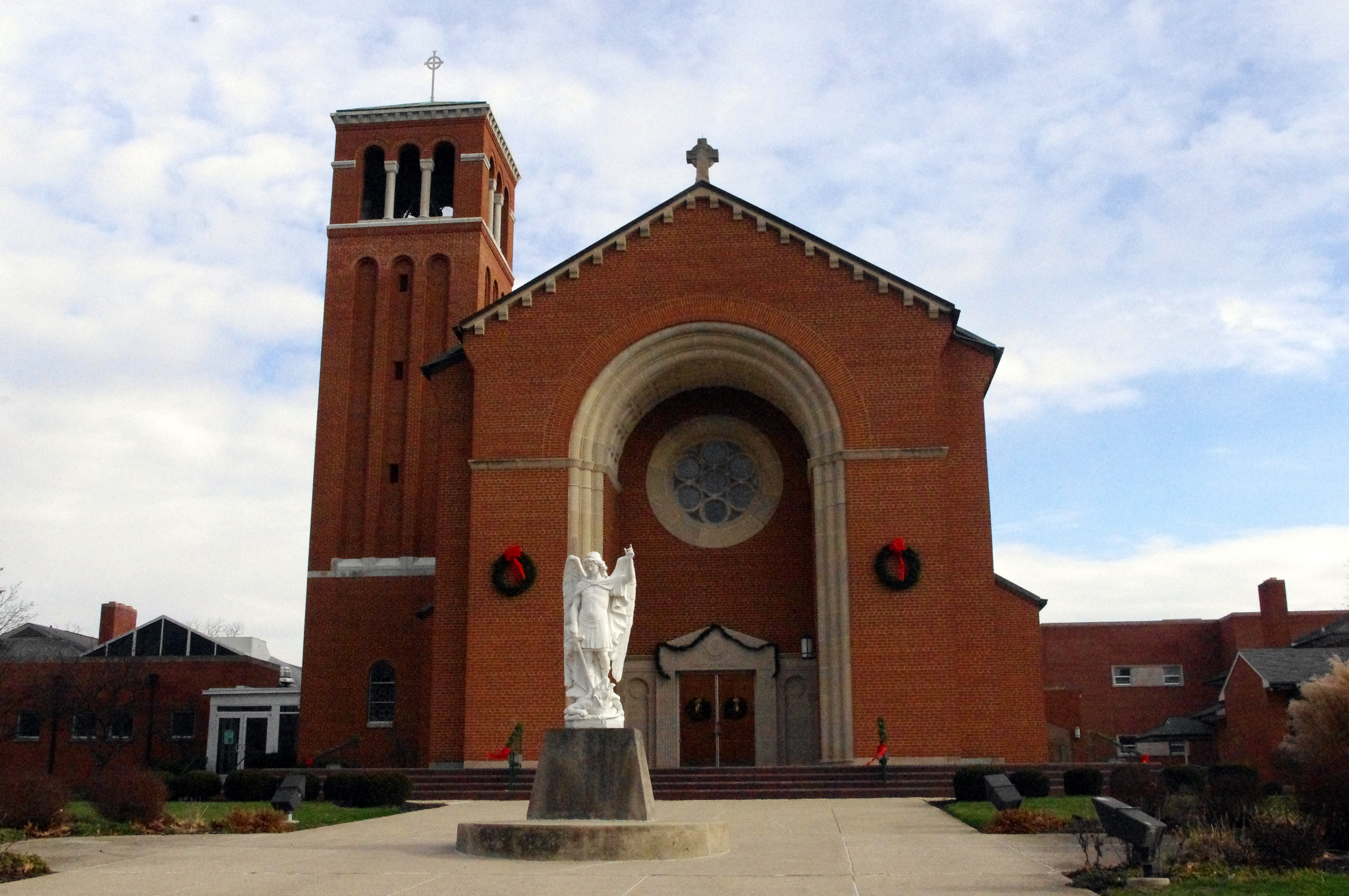
St. Michael Catholic Church (Columbus, Ohio), exterior

Em 2001, um grupo de pais e paroquianos em Columbus, Ohio, desejava que os seus filhos tivessem uma experiência na fé católica que fosse dinâmica, aventureira e cheia de alegria. Naquele verão, eles organizaram um evento de uma semana para cerca de 60 alunos do ensino médio, chamado de “Acampamento de Verão da Juventude Católica”.
Ao longo dos anos seguintes, uma equipa de liderança consistente começou a formar e a investir maior planejamento no programa. Em 2006, a CYSC (Catholic Youth Summer Camp) foi constituída como uma corporação sem fins lucrativos com a permissão do Bispo Frederick Campbell.
O CYSC continuou a crescer e, em 2015, havia mais de 1.000 campistas durante 8 semanas – um nível de participação que estava perto de exceder a capacidade de todos os acampamentos alugáveis em todo o estado de Ohio. Era evidente que o acampamento precisava de um local permanente para atender à demanda.
Sob a liderança e contribuição de uma grande equipe voluntária, a CYSC foi contemplada com uma impressionante propriedade de 500 acres em Centerburg, Ohio, que poderia realizar o sonho dos membros de uma sede permanente, possibilitando ser mais do que um acampamento de verão. 

### Primeiro Campus
O primeiro Campus Missionário Católico foi construído para servir como base a partir da qual uma comunidade de missionários a tempo inteiro pudesse servir a região durante todo o ano através de retiros e evangelismo. Foi nomeada Damascus, nome em latim da cidade onde o padroeiro da comunidade, São Paulo, encontrou-se com Jesus e começou a sua vida como missionário do Evangelho.
Nos cinco anos seguintes e em várias fases de construção, o campus se expandiu para receber mais de 4.500 campistas a cada verão. Desde sua fundação o número de missionários saltou de 4 para 315, servindo anualmente mais 20.000 pessoas entre crianças das paróquias e escolas locais, e organizando retiros para adultos que também desejavam participar dos encontros.

### Impacto Nacional (2020 - presente)
Apesar de todos os esforços, o crescimento das listas de espera continuou a superar o crescimento do campus. 
Em 2020, uma equipe de missionários começou a viajar por dioceses de todo os Estados Unidos da América, trazendo consigo a experiência de retiros de alta aventura. No ano seguinte, uma pequena equipe de missionários mudou-se para a Região Metropolitana de Minneapolis e Saint Paul para fundar o Centro Missionário de Northwoods, administrando um segundo acampamento de verão para jovens católicos e servindo a região dos estados de Minnesota e Wisconsin durante todo o ano. 
Em 2023 ocorreu o lançamento da terceira base de acampamento da Comunidade Damascus em Brighton, MI.
A comunidade Damascus é também ativa nas plataformas digitais, tendo alcance nas mídias sociais aumentando o impacto através da Damascus Worship com eventos o ano inteiro e do Podcast Beyond Damascus, sendo uma das mais expressivas porta-vozes do reavivamento da Igreja Católica nos Estados Unidos.